# Kurt Hennig
Kurt Hennig (* 25. November 1910 in Ludwigsburg; † 5. Juni 1992 in Esslingen am Neckar) war ein deutscher evangelischer Theologe und Autor.

## Leben
Hennig studierte evangelische Theologie. 1934 wurde er Landeswart der Schwäbischen Schülerbibelkreise. Ab 1937 war er Pfarrer an der Stuttgarter Pauluskirche, später an der Waldkirche in Stuttgart. Von 1966 bis 1977 war Hennig Dekan in Esslingen am Neckar. 1969 gründete er die Evangelische Sammlung um Bibel und Bekenntnis. Er war Herausgeber des Jerusalemer Bibellexikons. Kurt Hennig ist der Vater des Praktischen Theologen Gerhard Hennig.
Theologisch stand er dem Württembergischen Pietismus nahe.

## Werke (Auswahl)
- Isten igéje - elkísér a halálban is, Ref. Theologiai Akad., Debrecen 1992.
- Isten igéje elkísér,  Magyarországi Református Egyház Kálvin János K., Budapest 1996.
- Jerusalemer Bibellexikon, Hänssler, Neuhausen-Stuttgart 1995, 3. korrigierte Auflage.
- Das steht fest, Idea, Wetzlar 1992.
- Höhepunkte aus der „exegetischen Märchenecke“, Idea, Wetzlar 1992.
- Gott ist nicht liberal, Hänssler, Neuhausen-Stuttgart 1982, ISBN 3775107355.